# Campanula ficarioides
Campanula ficarioides är en klockväxtart som beskrevs av Timb.-lagr. Campanula ficarioides ingår i släktet blåklockor, och familjen klockväxter. Inga underarter finns listade i Catalogue of Life.